# Mała encyklopedia powszechna PWN

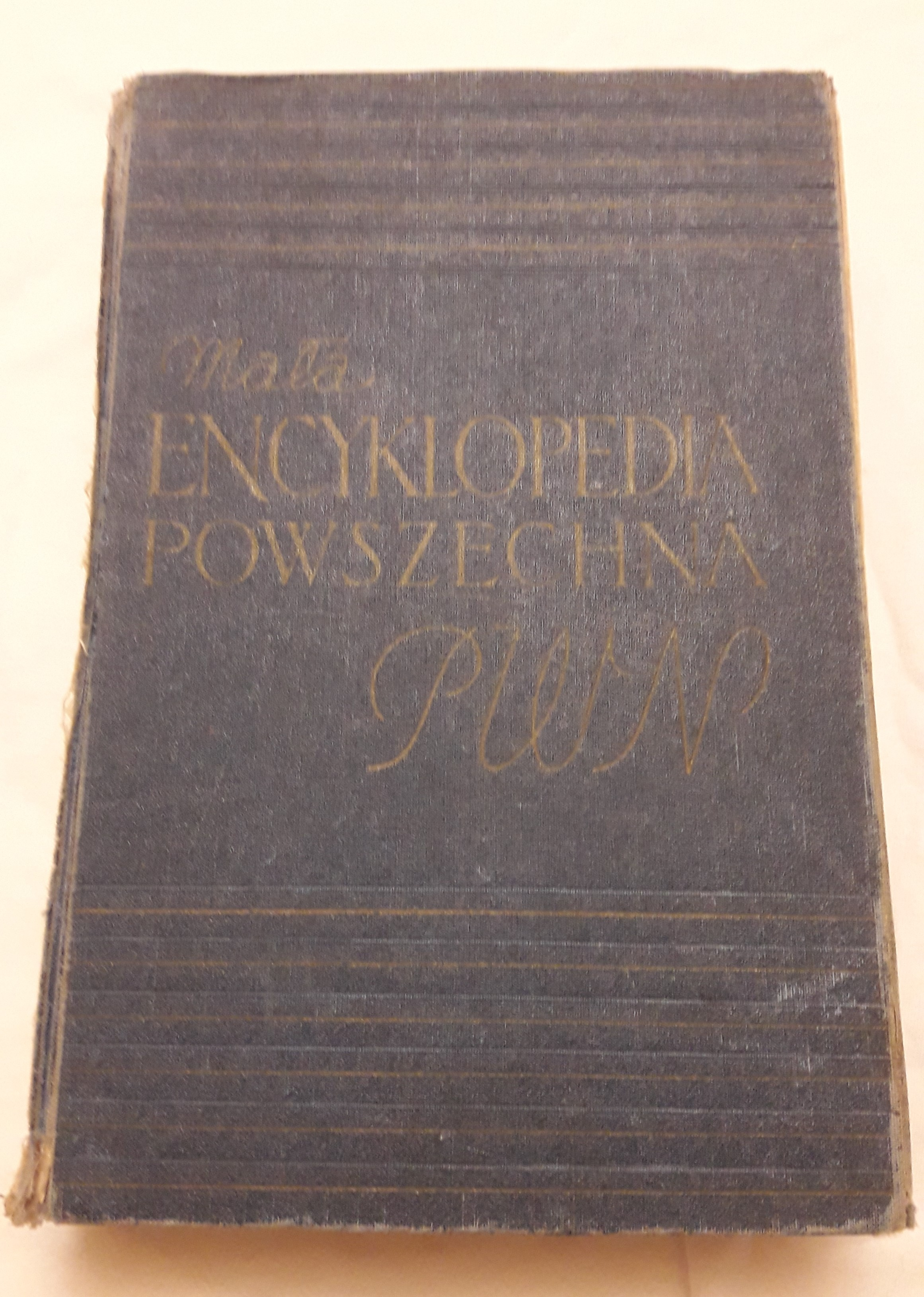

Mała encyklopedia powszechna PWN – polska jednotomowa encyklopedia uniwersalna, wydana przez Państwowe Wydawnictwo Naukowe w 1959, pierwsza po II wojnie światowej polska encyklopedia uniwersalna. PWN podjęło inicjatywę wydawania encyklopedii powszechnych na początku 1956. Do 1961 ukazała się w nakładzie 400 tys. egzemplarzy.